# Franziskanerbibliothek (Brandenburg an der Havel)
Die Franziskanerbibliothek in Brandenburg an der Havel ist eine Büchersammlung, die zur Erbauung und Unterrichtung innerhalb des Franziskanerklosters St. Johannis in Brandenburg an der Havel angelegt wurde.
Nach der Reformation wurde die Sammlung in der St. Gotthardtkirche aufbewahrt und im Jahre 1923 an die Preußische Staatsbibliothek verliehen. In den Jahren des Zweiten Weltkriegs wurden die in 190 Bänden zusammengefassten 300 frühen Druckschriften nach Schloss Fürstenstein, später in die Abtei Grüssau in Schlesien ausgelagert und gelangten durch Beschlagnahme der polnischen Behörden in die Jagiellonische Bibliothek in Krakau.